# Batcheba Louis
Pour les articles homonymes, voir Louis.
Batcheba Louis, née le 15 juin 1997 à Quartier-Morin à Haïti, est une footballeuse internationale haïtienne évoluant au poste d'attaquante au FC Fleury 91.

## Biographie

### Carrière en club
En 2011, Batcheba Louis impressionne lors d'une séance de stage organisée par la Fédération haïtienne de football, elle est alors retenue pour venir s'installer à Port-au-Prince. Elle intègre l'AS Tigresses en 2013 et remporte avec ce club quatre trophées du championnat d'Haïti : en 2014, 2015, 2016 et 2017, tout en étant trois fois meilleures buteuses en 2015, 2016 et 2017.
Batcheba Louis est alors repérée par Michael Collat, DG du FF Issy-les-Moulineaux, club de Division 2 française, alors qu'elle évolue à l'Académie Camp-Nous. Elle quitte alors son pays pour effectuer un stage en France au FF Issy début 2018 pendant trois mois. Elle avait déjà réalisé un essai positif à Metz en 2016 mais le club français n'avait pu la recruter faute de budget. En octobre 2018, elle signe finalement un contrat avec le club francilien d'Issy-les-Moulineaux.
Leader du groupe A avec le FF Issy en 2019-2020, Batcheba Louis accède à la D1 en ayant marqué 9 buts en 10 matchs.

### Carrière en sélection
Batcheba Louis a joué en sélection haïtienne des moins de 17 ans et des moins de 20 ans. Avec cette dernière, elle remporte la Coupe caribéenne en 2015.
Depuis 2014, elle est appelée en équipe nationale d'Haïti et participe notamment aux différents matchs de qualifications pour les compétitions internationales.

## Statistiques

### Statistiques détaillées
| Saison                | Club                  | Championnat           | Championnat | Championnat | Coupe(s) nationale(s) | Coupe(s) nationale(s) | Haïti | Haïti | Total | Total |
| Saison                | Club                  | Division              | M.          | B.          | M.                    | B.                    | M.    | B.    | M.    | B.    |
| 2014                  | AS Tigresses          | Division 1            | -           | -           | -                     | -                     | -     | -     | 0     | 0     |
| 2015                  | AS Tigresses          | Division 1            | -           | -           | -                     | -                     | 5     | 7     | 5     | 7     |
| 2016                  | AS Tigresses          | Division 1            | -           | -           | -                     | -                     | -     | -     | 0     | 0     |
| 2017                  | AS Tigresses          | Division 1            | -           | -           | -                     | -                     | -     | -     | 0     | 0     |
| Sous-total            | Sous-total            | Sous-total            | -           | -           | -                     | -                     | 5     | 7     | 5     | 7     |
| 2017-2018             | GPSO 92 Issy          | Division 2            | 4           | 3           | -                     | -                     | 5     | 8     | 9     | 11    |
| 2018-2019             | GPSO 92 Issy          | Division 2            | 17          | 9           | 1                     | 0                     | -     | -     | 18    | 9     |
| 2019-2020             | GPSO 92 Issy          | Division 2            | 10          | 9           | -                     | -                     | 5     | 4     | 15    | 13    |
| 2020-2021             | GPSO 92 Issy          | Division 1            | 19          | 4           | 1                     | 0                     | -     | -     | 20    | 4     |
| 2021-2022             | GPSO 92 Issy          | Division 1            | 22          | 5           | 1                     | 0                     | 5     | 7     | 28    | 12    |
| Sous-total            | Sous-total            | Sous-total            | 72          | 30          | 3                     | 0                     | 15    | 19    | 90    | 49    |
| 2022-2023             | FC Fleury 91          | Division 1            | 22          | 8           | 3                     | 1                     | 8     | 1     | 33    | 10    |
| 2023-2024             | FC Fleury 91          | Division 1            | -           | -           | -                     | -                     | 5     | 1     | 5     | 1     |
| Sous-total            | Sous-total            | Sous-total            | 22          | 8           | 3                     | 1                     | 13    | 2     | 38    | 11    |
| Total sur la carrière | Total sur la carrière | Total sur la carrière | 94          | 38          | 6                     | 1                     | 33    | 28    | 133   | 67    |

### En sélection

#### Matchs internationaux
Le tableau suivant liste les rencontres de l'équipe d'Haïti dans lesquelles Batcheba Louis a été sélectionnée depuis le 21 août 2015 jusqu'à présent.

## Palmarès
GPSO 92 Issy
- Championnat de France D2 (1)
  - Champion : 2020